# Волобуев, Олег Владимирович
Оле́г Влади́мирович Волобу́ев (род. 23 декабря 1931, Ялта) — советский и российский историк, специалист в области истории общественной мысли, революционного движения, историографии. Кандидат педагогических наук (1965), доктор исторических наук (1984), профессор (1986). Лауреат премии Президента РФ в области образования (1998).

## Биография
Из семьи служащих.
Окончил исторический факультет Крымского педагогического института (1954). Ученик профессоров С. А. Секиринского и В. Ф. Антонова. В 1954—1962 годах учитель истории в школе города Алупки. В 1962—1965 годах учился в аспирантуре Московского областного педагогического института имени Н. К. Крупской. В 1965 году там же защитил диссертацию на соискание учёной степени кандидата педагогических наук по теме «Н. А. Рожков — методист-историк». В 1984 году защитил диссертацию на соискание учёной степени доктора исторических наук по теме «Идейно-теоретическая борьба по вопросам революции 1905—1907 гг. в русской историографии периода империализма».
В 1965—1972 годах — старший преподаватель, доцент Крымского государственного педагогического института. В 1972—1975 годах — старший научный сотрудник Института истории СССР АН СССР. 1975—1987 — заведующий кафедрой методики преподавания истории МОПИ. 1987—1991 — профессор МВПШ. Начальник отдела использования и публикации документов Росархива (1991—1993). Заведующий кафедрой (1990—2002), профессор, почетный профессор МГОУ.
Ученики: Е. В. Симонова, Т. С. Савичева и др.

## Основные работы
- Художественно-историческая хрестоматия: Средние века : Пособие для учителя / Сост. О. В. Волобуев, С. А. Секиринский. — М.: Просвещение, 1965. — 239 с.
- Ленинская концепция революции 1905—1907 годов, в России и советская историография. — 1982.
- Идейно-теоретическая борьба по вопросам истории революции 1905—1907 гг. — М.: Высшая школа, 1984. — 159 с.
- Волобуев О. В., Кулешов С. В. Очищение = История и перестройка. — М.: АПН, 1989. — 288 c. — 50 000 экз.
- После ХХ съезда: «карнавальная ночь» // Отечественная история. — 2003. — № 6. — С. 68—70.
- Волобуев О. В., Кулешов С. В. История России: ХХ — начало XXI века. 11 класс: учебник для общеобразовательных учреждений. — М.: Мнемозина, 2004. — 335 с. — ISBN 5-346-00281-2
- А. Рыков: историк и политика (к 140-летию со дня рождения) // Отечественная история. — 2008. — № 6. — С. 75—91.
- Волобуев О. В., Пономарев М. В. Всеобщая история с древнейших времён до конца XIX века. 10 класс: базовый уровень: учебник. — 5-е изд., стер. — М.: Дрофа, 2014. — 222, [2] с. — ISBN 978-5-358-13682-3
- КРЫМ В ПОСЛЕДНИЙ ГОД ПЕРЕСТРОЙКИ: ВОССОЗДАНИЕ КРЫМСКОЙ АССР // Вестник Московского государственного областного университета. Серия: История и политические науки. — 2015. — № 4. — С. 111—117.
- 1917 ГОД В РОССИИ: ХРОНИКА РЕВОЛЮЦИОННОГО ПРОЦЕССА // Вестник Московского государственного областного университета. Серия: История и политические науки. — 2017. — № 4. С. 6—13.
- ВАСИЛИЙ ФЕДОРОВИЧ АНТОНОВ. К 100-ЛЕТИЮ СО ДНЯ РОЖДЕНИЯ // Вестник Московского государственного областного университета. Серия: История и политические науки. — 2019. — № 1. — С. 6—13.
- Всеобщая история. 10 класс. Базовый и углублённый уровни: учебник / О. В. Волобуев, А. А. Митрофанов, М. В. Пономарев. — 8-е изд., испр. — М.: Дрофа, 2019. — 237, [2] с. — (Российский учебник: РУ). — ISBN 978-5-358-23040-8
- ОСВЕЩЕНИЕ ПРЕДЫСТОРИИ И НАЧАЛЬНОГО ПЕРИОДА ВТОРОЙ МИРОВОЙ ВОЙНЫ В ШКОЛЬНЫХ УЧЕБНИКАХ // ВТОРАЯ МИРОВАЯ ВОЙНА: ИСТОРИЯ И ИСТОРИЧЕСКАЯ ПАМЯТЬ: сб. материалов Всероссийской научной конф., посвященной 80-летию начала Второй мировой войны / Под общей редакцией Ю. В. Родовича. — 2019. — С. 18—23.
- История России. XIX — начало XX века. 9: учебник / Л. М. Ляшенко, О. В. Волобуев, Е. В. Симонова. — 6-е изд., стер. — М.: Дрофа, 2020. — 351 с. — (Российский учебник : РУ) (Историко-культурный стандарт). — ISBN 978-5-358-23285-3